# Joe Kelly (giocatore di baseball)
Joseph William Kelly (Anaheim, 9 giugno 1988) è un giocatore di baseball statunitense, lanciatore di rilievo per i Los Angeles Dodgers della Major League Baseball (MLB).

## Carriera

### Inizi e Minor League

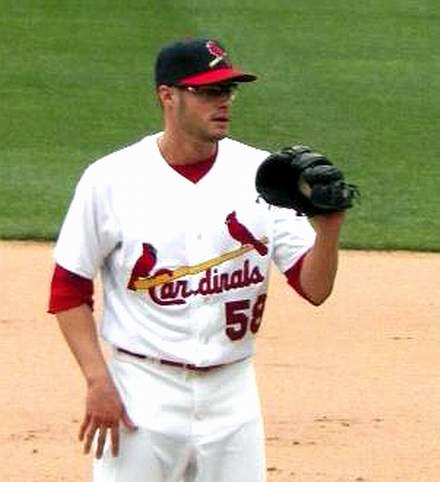
Kelly con i Cardinals nel 2012

Originario di Anaheim in California, Kelly frequentò la Corona High School di Corona e successivamente l'Università della California - Riverside nel capoluogo dell'omonima contea. Da lì venne selezionato nel draft MLB 2009, al terzo turno come 98ª scelta assoluta, dai St. Louis Cardinals, che lo assegnarono alla classe A-breve. Nel 2010 giocò nella classe A e nel 2011 nella classe A-avanzata e nella Doppia-A.

### Major League
Debuttò nella MLB il 10 giugno 2012, al Busch Stadium di St. Louis, contro i Cleveland Indians. Schierato come lanciatore partente lanciò per cinque inning, realizzando quattro strikeout e concedendo sette valide, una base su ball e un punto. Concluse la stagione d'esordio con 24 incontri disputati nella MLB (16 da partente) e 12 nella Tripla-A.
Il 31 luglio 2014 Kelly fu scambiato, assieme al prima base ed esterno Allen Craig, con i Boston Red Sox in cambio di John Lackey, il giocatore di minor league Corey Littrell più una somma in denaro. Con la franchigia di Boston vinse le World Series 2018.
Il 21 dicembre 2018, Kelly firmò un contratto triennale dal valore complessivo di 27 milioni di dollari con i Los Angeles Dodgers, con un'opzione di 12 milioni per la stagione 2022.
Il 29 luglio 2020, Kelly fu sospeso per otto partite per aver rischiato di colpire intenzionalmente alla testa i battitori degli Astros, Alex Bregman e Carlos Correa, e per aver sbeffeggiato quest'ultimo dopo averlo eliminato per strikeout. Divenne free agent al termine della stagione 2021.
Il 14 marzo 2022, Kelly firmò un contratto biennale dal valore complessivo di 17 milioni di dollari con i Chicago White Sox, con inclusa un'opzione del club per la terza stagione.
Il 28 luglio 2023, Kelly e Lance Lynn furono ceduti ai Los Angeles Dodgers in cambio di Trayce Thompson, Nick Nastrini e Jordan Leasure.

## Palmarès

### Club
- World Series: 2

Boston Red Sox: 2018
Los Angeles Dodgers: 2020

### Nazionale
- Giochi panamericani:  Medaglia d'Argento

Team USA: 2007